# Saloma
Saloma (hebr.: שלומית Shlomit) bila je povijesna osoba koja je živjela u prvom stoljeću. Herod Antipa joj je bio očuh a ona je spomenuta u Evanđelju po Mateju 14:6 i 6:22, ali bez imena. Podaci o njenom imenu dolaze od židovskog povjesničara Josipa Flavija. Saloma je plesala ples sedam velova za svog očuha na njegovoj rođendanskoj zabavi.
Odbacujući jedan po jedan sve velove u koje je bila obučena, na kraju joj je Herod Antipa kao nagradu obećao ispuniti sve što poželi. Poslije plesa, na nagovor svoje majke Herodijade, zatražila je da joj donesu glavu Ivana Krstitelja na pladnju.
Prema Bibliji razlog zašto je Herodijada tražila glavu Ivana Krstitelja je bio taj što je kritizirao njen brak s rođakom svog (još živućeg) muža. Prema piscu Heinrichu Heineu u epu Atta Troll, Ein Sommernachtstraum (hr. Atta Troll, San ljetne noći), objavljenom 1842., razlog je bio taj što je Herodijada bila zaljubljena u Ivana Krstitelja ali ju je on odbio.  
Oscar Wilde napisao je istoimenu dramu. Prema njegovoj varijanti Salome se zaljubila u Ivana Krstitelja, koji ju je međutim odbio i na taj način mu se osvetila. Salomin ples je omiljena tema u europskoj umjetnosti. Između ostalih naslikali su je Tizian, Gustave Moreau, Gustav Klimt i Aubrey Beardsley. Richard Strauss vidjevši dramu Oscara Wildea, piše operu Saloma, koja se često izvodila po najvećim svjetskim opernim kućama.
- Franz von Stuck (1906.)
- Caravaggio (o. 1600.)
- Nijemi film Saloma s Allom Nazimovom, 1923.